# Aleksey Nemov
Alekseï Iourievitch Nemov (russe : Алексей Юрьевич Немов) ; né le 28 mai 1976 à Barachevo (Mordovie) était un gymnaste russe qui évolua sur la scène internationale entre 1990 et 2004. Il fut notamment champion olympique en 2000 et détient un total de 12 médailles olympiques qui en font l'un des gymnastes les plus médaillés de tous les temps. Des performances remarquables alliées à un style fluide et élégant lui ont valu une grande popularité ainsi que le surnom de sexy Alexei décerné par ses fans et la presse sportive. Il s'est retiré de la compétition internationale en 2005.

## Biographie
Alexeï Nemov grandit à Togliatti près de la rivière Volga. Son père est parti, le laissant lui et sa mère alors qu'il n'était qu'un bébé. Il ne l'a jamais revu depuis. Alexei commence la gymnastique à l'âge de cinq ans. Même s'il n'a jamais voulu en faire ; c'est sa mère qui l'a amené dans un gymnase, lui rêvait de foot ou de hockey...
À l'âge de 16 ans, il fait ses débuts chez les séniors lors des Championnats du monde de 1993, se classant cinquième au sol. Il remporte son premier titre majeur au concours général aux Goodwill Games de Saint-Pétersbourg, en battant son coéquipier et vice-champion du monde Alexei Voropaev de plus d'un point. 
Après ces débuts prometteurs, Nemov déçoit à la Coupe d'Europe de 1995 : après avoir mené la compétition sur cinq épreuves, Nemov, alors âgé de 19 ans, s'écroule à la barre fixe. Alors qu'il n'avait besoin que de 8,75 points pour remporter le titre, une note plus que largement à sa portée, il manque ses deux principaux enchaînements libres, bâcle un élément obligatoire et s'arrête au milieu de son exercice. Sanctionné par une note de 7,35, il termine à la neuvième place du concours général, laissant le titre à son compatriote Evgueni Chabaev. 
Quelques mois plus tard, Nemov concourt aux Championnats du monde de Sabae au Japon. L'équipe de Russie réalise un parcours désastreux, terminant en 11e position après le concours de qualification (96e place pour Nemov en individuel) et 4e en finale, manquant ainsi une médaille par équipe qui ne lui avait échappée depuis des décennies. Nemov s'impose individuellement lors ce concours par équipe, mais son mauvais score des qualifications l'empêche d'accéder aux finales par engin.
Alexei Nemov fait partie des grands favoris lors des Jeux olympiques de 1996 à Atlanta. Malgré un concours remarquable, le sacre olympique lui échappe pour moins d'un dixième de points au profit du champion du monde en titre, le chinois Xiaoshuang Li. Il repart de ces jeux avec  six médailles (deux d'or, une d'argent et trois de bronze). 
Nemov est alors au sommet de sa renommée, mais va par la suite décevoir ses supporters. Enchaînant les blessures et les contre-performances, il ne parvient pas à gagner de titre au concours général. Quand il se présente aux Jeux olympiques de Sydney, beaucoup doutent de son état de forme. Ces jeux resteront pourtant le principal succès de sa carrière : il remporte six médailles, dont le titre au concours général. 
Bien que n'ayant jamais retrouvé sa forme de 2000, Nemov se présente encore aux Jeux olympiques d'Athènes de 2004 en soutien à la jeune équipe russe. Cette dernière grande compétition le mit au centre d'une controverse lors de la finale à la barre fixe. Sa note, d'abord fixée à 9,725, déclencha des protestations telles dans le public que la compétition dut être interrompue pendant près de 15 minutes - fait plutôt rare en gymnastique. Sous la pression du public, les juges ont réévalué l'exercice et portèrent la note finale à 9,762. Ceci ne calma pas les protestations qui ne s'arrêtèrent qu'au moment où Nemov se tourna vers les gradins afin de demander le calme. Il s'agit d'une des controverses qui eurent lieu pendant ces jeux et conduisirent à une réforme du code de pointage mise en œuvre en 2006. 
Son style de gymnastique a depuis été considéré comme parfaitement équilibré, entre des figures acrobatiques et une élégance lui conférant un style unique. Le comité olympique russe lui a d'ailleurs décerné un prix de 40 000 dollars en reconnaissance de sa classe et de son caractère. Il a pris sa retraite sportive peu de temps après, et vit actuellement dans sa ville natale de Togliatti avec sa femme Galina et son fils Alexei.

## Palmarès

### Jeux olympiques
| Épreuve/Année        | Atlanta 1996 | Sydney 2000 | Athènes 2004 |
| -------------------- | ------------ | ----------- | ------------ |
| Concours par équipes | 1er          | 3e          | 6e           |
| Concours général     | 2e           | 1er         | -            |
| Exercices au sol     | 3e           | 2e          | -            |
| cheval d'arçon       | 3e           | 3e          | -            |
| anneaux              | -            | -           | -            |
| Saut de cheval       | 1er          | 4e          | -            |
| Barres parallèles    | 5e           | 3e          | -            |
| Barre fixe           | 3e           | 1er         | 5e           |

### Championnats du monde
| Épreuve/Année        | Birmingham 1993 | Brisbane 1994 | Dortmund 1994 | Sabae 1995 | San Juan 1996 | Lausanne 1997 | Tianjin 1999 | Anaheim 2003 |
| -------------------- | --------------- | ------------- | ------------- | ---------- | ------------- | ------------- | ------------ | ------------ |
| Concours par équipes |                 |               | 2e            | 4e         |               | 3e            | 2e           | 4e           |
| Concours général     | 15e             | 12e           |               | -          |               | 26e           | 6e           | -            |
| Exercices au sol     | 5e              | -             |               | 7e         | -             | 1er           | 1er          | -            |
| cheval d'arçon       | -               | -             |               | -          | 3e            | -             | 1er          | -            |
| anneaux              | -               | -             |               | -          | -             | -             | -            | -            |
| Saut de cheval       | -               | -             |               | 1er        | 1er           | -             | -            | -            |
| Barres parallèles    | -               | 3e            |               | -          | 2e            | -             | -            | 2e           |
| Barre fixe           | -               | -             |               | -          | -             | -             | -            | 3e           |

### Championnats d'Europe
| Épreuve/Année        | Prague 1994 | Saint-Pétersbourg 1998 | Patras 2002 |
| -------------------- | ----------- | ---------------------- | ----------- |
| Concours par équipes | -           | 2e                     | 2e          |
| Concours général     | 4e          | 3e                     | -           |
| Exercices au sol     | -           | 1er                    | 1er         |
| cheval d'arçon       | -           | -                      | -           |
| anneaux              | -           | -                      | -           |
| Saut de cheval       | -           | 6e                     | -           |
| Barres parallèles    | 1er         | -                      | 4e          |
| Barre fixe           | 6e          | -                      | -           |